# Margaret Wade (basket-ball)
Pour les articles homonymes, voir Margaret Wade.
Lily Margaret Wade, née le 30 décembre 1912 à McCool (Mississippi) et morte le 16 février 1995 à Cleveland, est une joueuse et entraîneuse américaine de basket-ball.
Elle est l'une des figures majeures du basket-ball féminin. En 1985, avec Senda Berenson et Bertha Teague, Margaret Wade devient l'une des premières femmes à entrer au Basketball Hall of Fame. Elle entre également au Women's Basketball Hall of Fame en 1999.

## Jeunesse
Margaret Wade était la benjamine d'une fratrie de huit enfants. Elle grandit à Cleveland, dans le Mississippi, et pratique de nombreux sports, dont le basket-ball. Elle joue notamment au poste d'ailier dans l'équipe des Lady Wildcats. Elle est sélectionnée dans l'équipe des meilleurs joueurs de la conférence en 1928 et 1929.

## Carrière d'entraineuse
Elle commence sa carrière d'entraineuse au lycée de Marietta (Mississippi) en 1933. De 1935 à 1954, elle entraîne l'équipe féminine de basket-ball du lycée de jeunes filles de Cleveland. 